# Kanton Crécy-sur-Serre
Der Kanton Crécy-sur-Serre war von 1790 bis 2015 ein französischer Wahlkreis im Arrondissement Laon, im Département Aisne und in der Region Picardie; sein Hauptort war Crécy-sur-Serre. Die landesweiten Änderungen in der Zusammensetzung der Kantone brachten zum März 2015 seine Auflösung.
Der Kanton Crécy-sur-Serre war 193,88 km² groß und hatte 7963 Einwohner (Stand: 2012).

## Gemeinden
| Gemeinde               | Einwohner | Code postal | Code Insee |
| ---------------------- | --------- | ----------- | ---------- |
| Assis-sur-Serre        | 266       | 02270       | 02027      |
| Barenton-Bugny         | 533       | 02000       | 02046      |
| Barenton-Cel           | 133       | 02000       | 02047      |
| Barenton-sur-Serre     | 109       | 02270       | 02048      |
| Bois-lès-Pargny        | 172       | 02270       | 02096      |
| Chalandry              | 222       | 02270       | 02156      |
| Chéry-lès-Pouilly      | 645       | 02000       | 02180      |
| Couvron-et-Aumencourt  | 1.015     | 02270       | 02231      |
| Crécy-sur-Serre        | 1.550     | 02270       | 02237      |
| Dercy                  | 399       | 02270       | 02261      |
| Mesbrecourt-Richecourt | 289       | 02270       | 02480      |
| Montigny-sur-Crécy     | 312       | 02270       | 02517      |
| Mortiers               | 213       | 02270       | 02529      |
| Nouvion-et-Catillon    | 500       | 02270       | 02559      |
| Nouvion-le-Comte       | 275       | 02800       | 02560      |
| Pargny-les-Bois        | 137       | 02270       | 02591      |
| Pouilly-sur-Serre      | 504       | 02270       | 02617      |
| Remies                 | 230       | 02270       | 02638      |
| Verneuil-sur-Serre     | 253       | 02000       | 02787      |

## Einwohner
| Bevölkerungsentwicklung | Bevölkerungsentwicklung |
| Jahr                    | Einwohner               |
| ----------------------- | ----------------------- |
| 1962                    | 7187                    |
| 1968                    | 7808                    |
| 1975                    | 7588                    |
| 1982                    | 7735                    |
| 1990                    | 7857                    |
| 1999                    | 7757                    |
| 2006                    | 8200                    |
| 2011                    | 8131                    |

## Politik
| Vertreter im conseil général des Départements | Vertreter im conseil général des Départements | Vertreter im conseil général des Départements |
| Amtszeit                                      | Name                                          | Partei                                        |
| --------------------------------------------- | --------------------------------------------- | --------------------------------------------- |
| 1988–2001                                     | Marcel Vivès                                  | PS                                            |
| 2001–2015                                     | Bernard Ronsin                                | DVD                                           |